# Studnice (Nové Město na Moravě)
Studnice (německy Studnitz) jsou malá vesnice, část města Nové Město na Moravě v okrese Žďár nad Sázavou. Nejvýše položená osada na Českomoravské vrchovině. Nachází se asi pět kilometrů severně od Nového Města na Moravě. Studnice leží v katastrálním území Studnice u Rokytna o rozloze 5,76 km². Ve Studnici se narodil Jan Evangelista Nečas.

## Historie
První písemná zmínka o vesnici pochází z roku 1348.

## Přírodní poměry
Geologické podloží v okolí vesnice tvoří biotitické a biotit-sillimanitické pararuly strážeckého moldanubika. V nich se nacházejí až 200 metrů dlouhá čočkovitě protažená tělesa mramorů s častými a rozsahem nevelkými krasovými jevy (komíny a dutiny). Mramor se zde těžil v několika povrchových lomech i podzemní těžbou. Běžnou výplní puklin v mramoru je zde minerál sepiolit.

## Zajímavosti
Nad příjezdovou silnicí k vesnici se nacházejí tři stožáry podobné stožárům velmi vysokého napětí, sloužící k měření vlivu teploty a větru na tvorbu námrazy. Nynější ocelové stožáry v místě stojí od roku 1980, kdy nahradily dřevěné tyče. Stožárům však v roce 2005 skončilo poslední prodloužení povolení a je pravděpodobné, že v dohledné době budou muset být odstraněny.
Z úbočí kopečku, kde se nachází poslední stožár, lze občas spatřit rakouské Alpy.

## Galerie

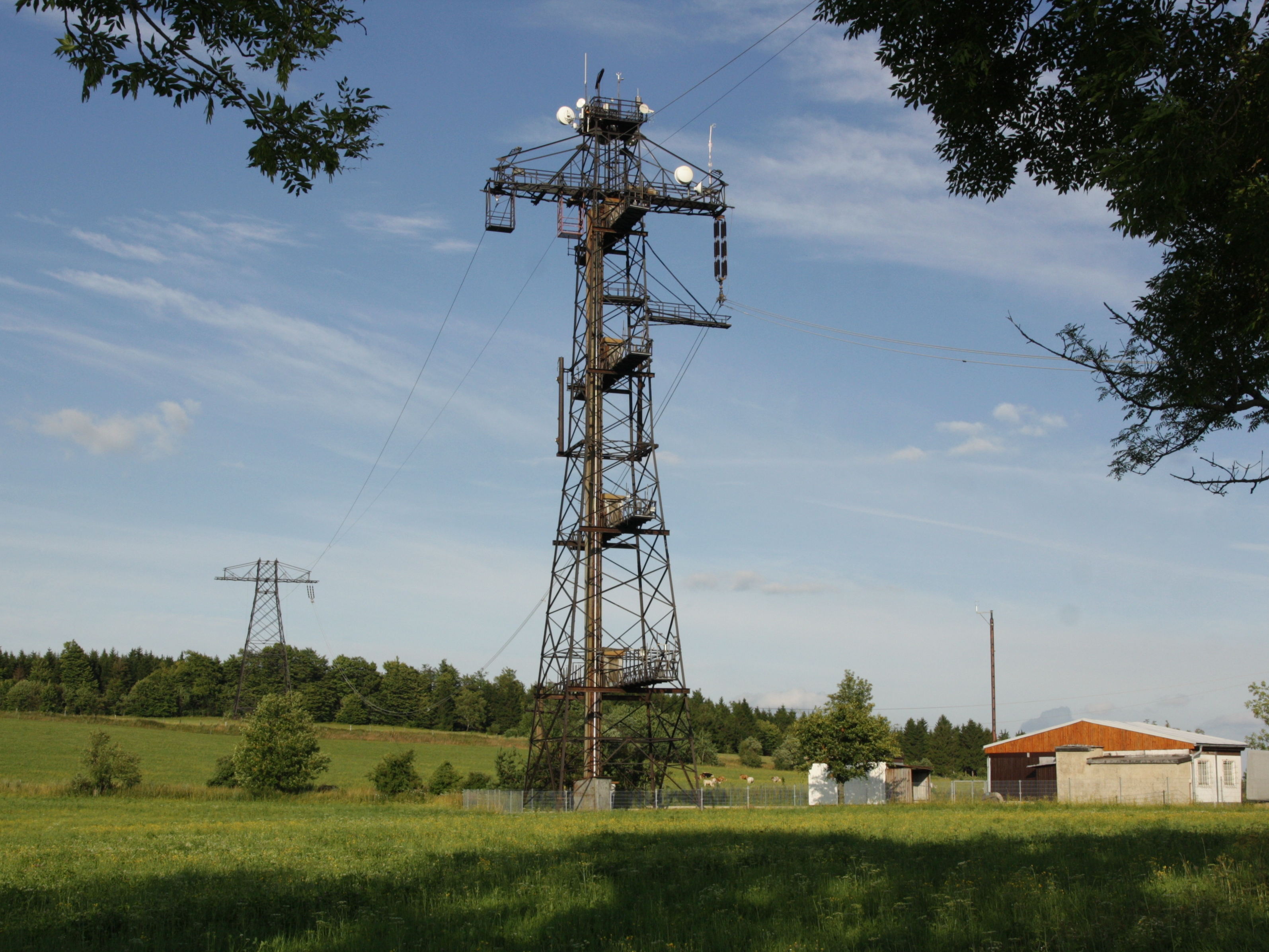
zkušební vedení pro měření námrazy
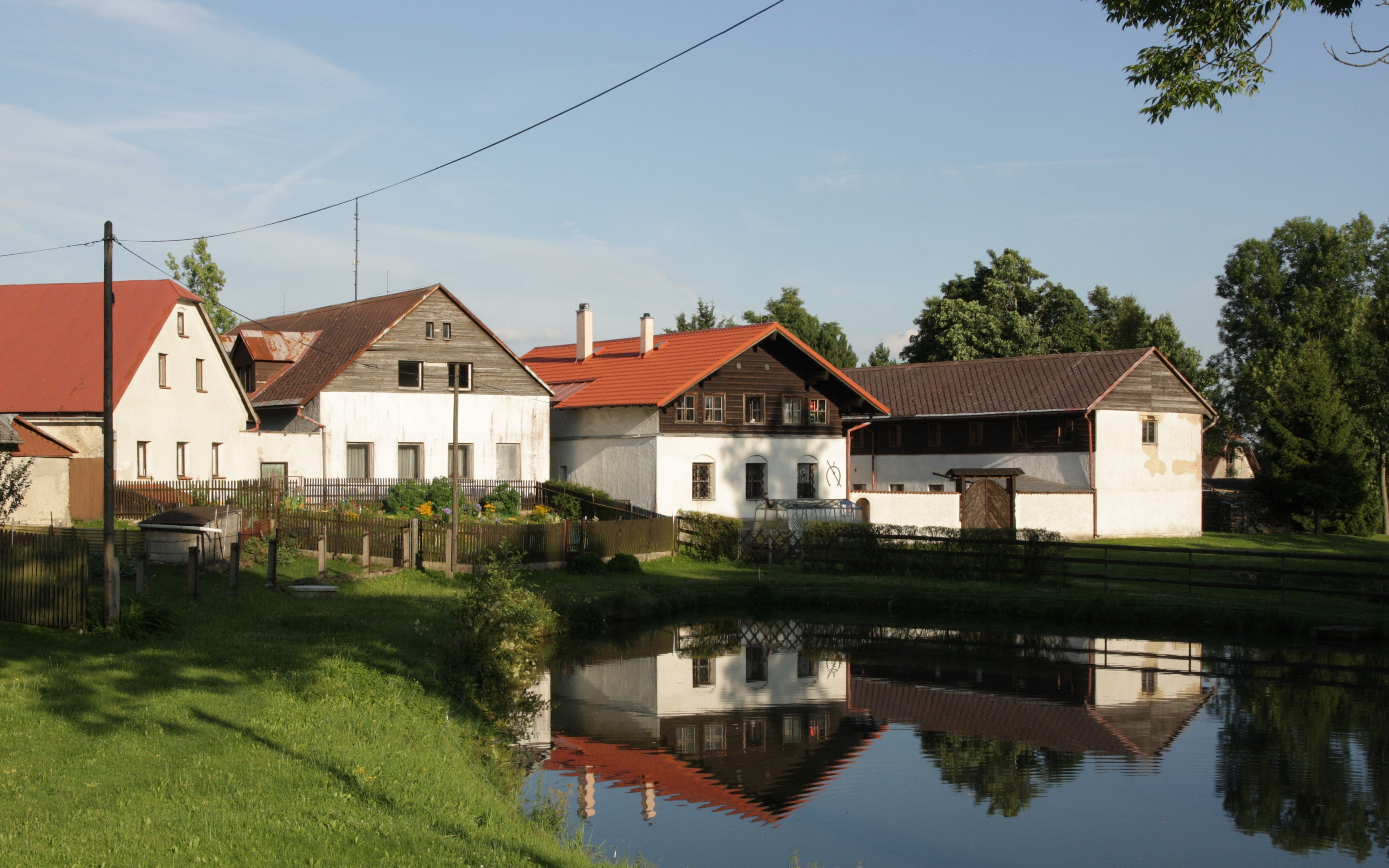
jižní část vsi s rybníkem
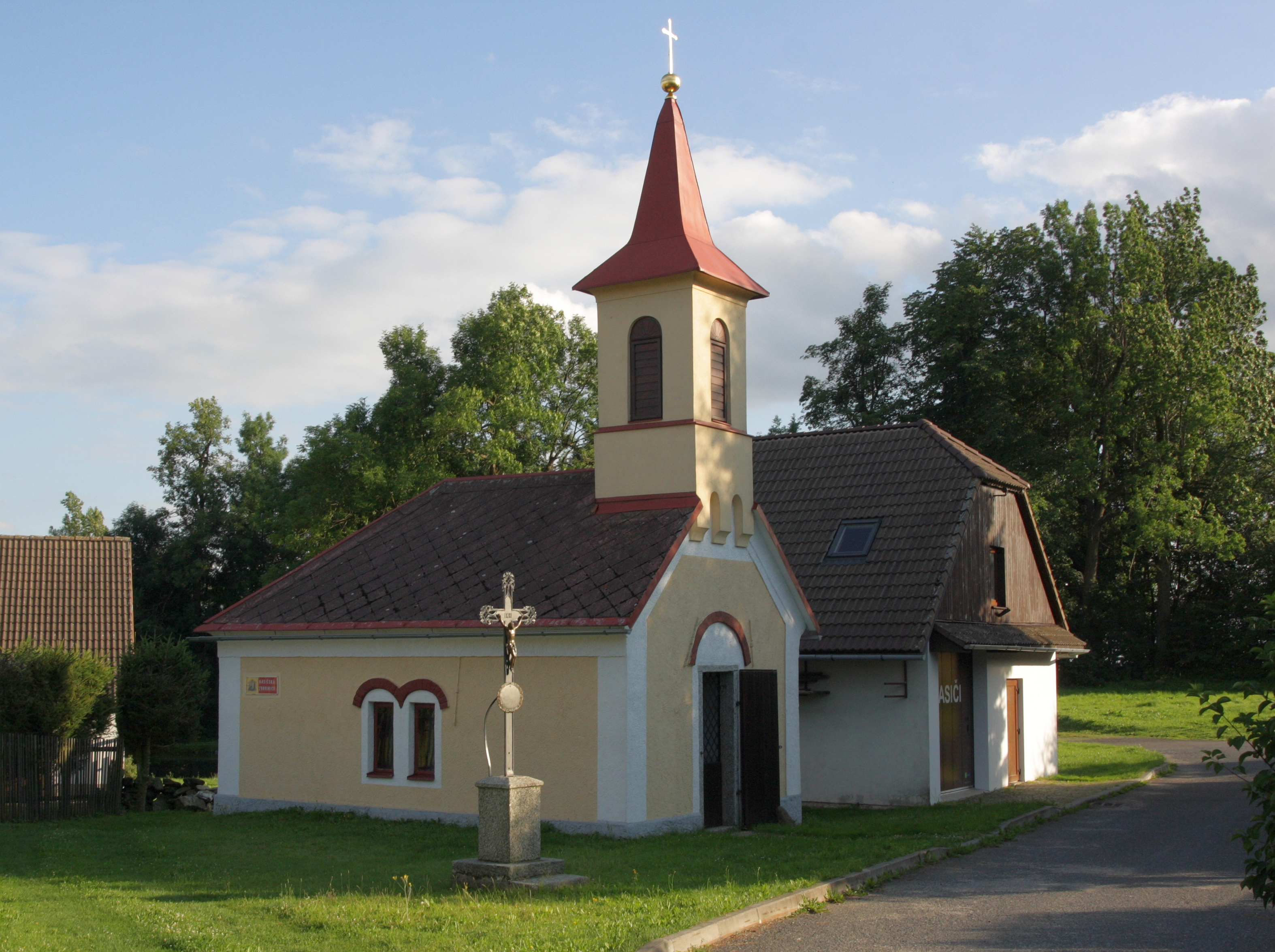
kaple a hasičská zbrojnice